# Megelli Motorcycles
Megelli Motorcycles – британский производитель мотоциклов.

## История

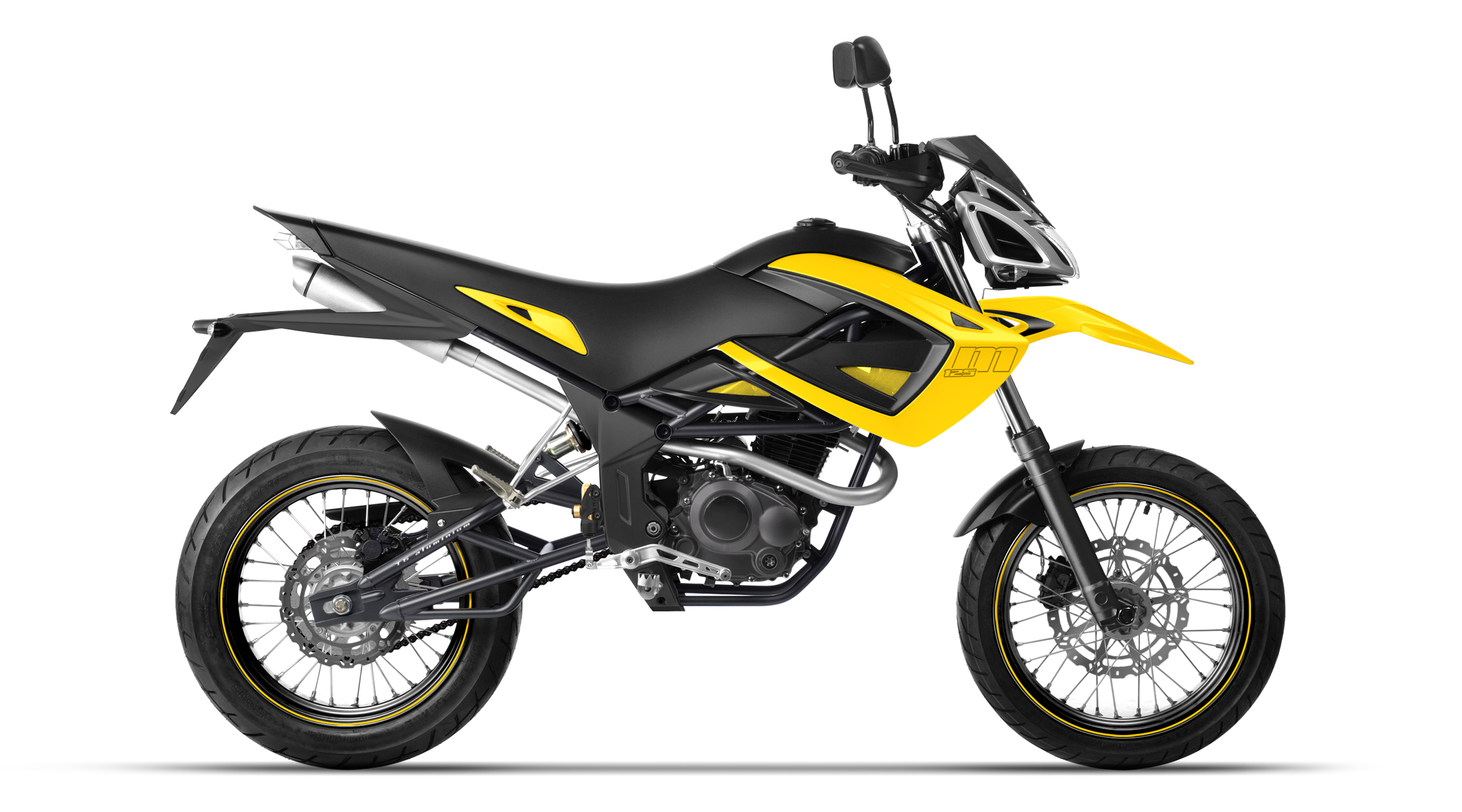
Megelli 125M Motard

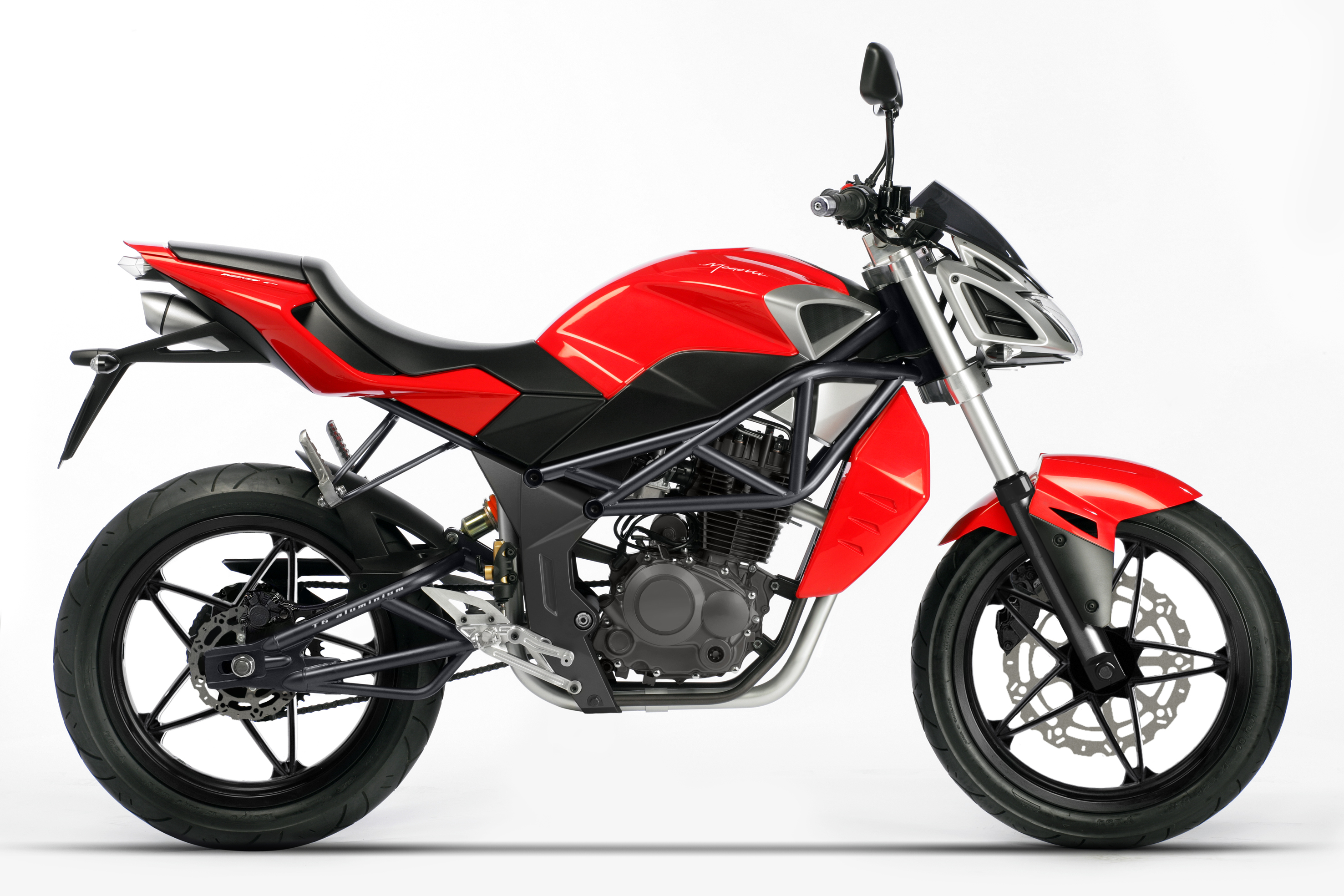
Megelli Naked

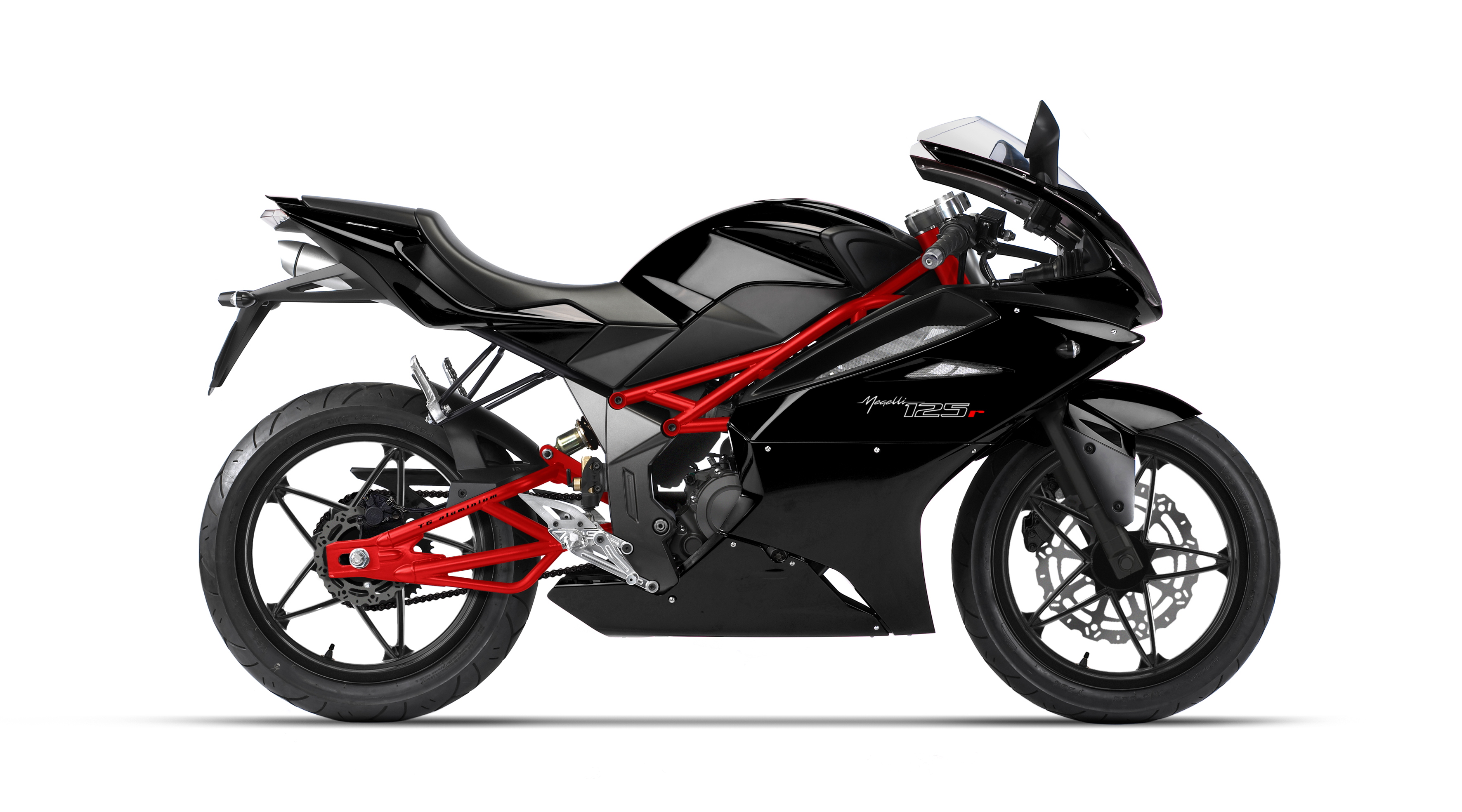
Megelli Sports

Марка Megelli была основана в 2004 году управляющим директором Sport and Leisure Direct UK Ltd Барри Холлом, который ранее специализировался на мотовездеходах, минибайках и питбайках Aeon. Мотоциклы Megelli спроектированы в Великобритании, а окончательная сборка производится в Китае. Примерно 75% компонентов приходится на тайваньские компании.
Оригинальные эскизы дизайна моделей были выпущены в июле 2005 года, а тестовое производство началось в сентябре 2007 года. В октябре 2007 года началось производство первой модели – Megelli Motard 125M. Впервые марка была представлена на выставке EICMA в Милане в ноябре 2007 года.
В сентябре 2008 года запущено производство моделей Megelli Naked 125S и Megelli Sport 125R. В 2009 году компания вывела на рынок модели Motard 250M, Naked 250S и Sport 250R. В 2012 году модели Naked S и Sport R прошли рестайлинг.
В настоящее время ассортимент Megelli продается в 37 странах Европы, Азии, Австралии, Африки, Северной и Южной Америки.